# Луканіно (Юхновський район)
Луканіно (рос. Луканино) — присілок в Юхновському районі Калузької області Російської Федерації.
Населення становить 72 особи. Входить до складу муніципального утворення Присілок Куркино.

## Історія
Від 2004 року входить до складу муніципального утворення Присілок Куркино

## Населення
| 2002 | 2010 |
| ---- | ---- |
| 76   | ↘72  |